# Hanna Pauli

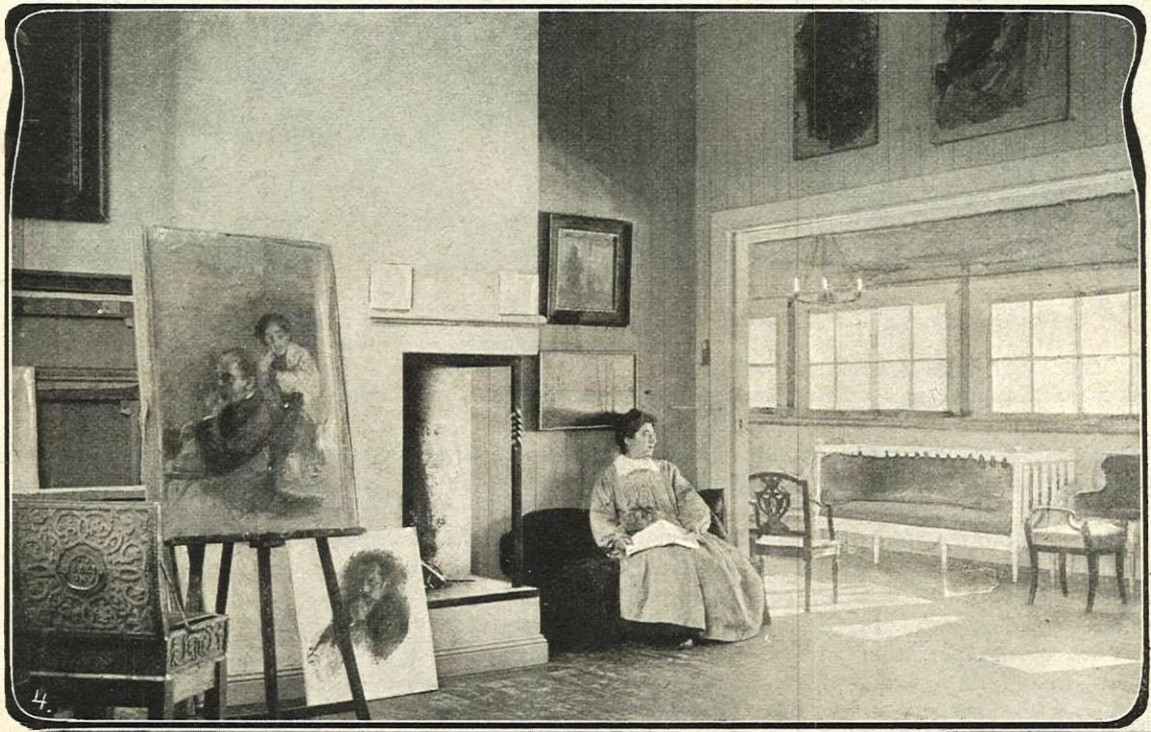
I ateljén i Villa Pauli, 1906

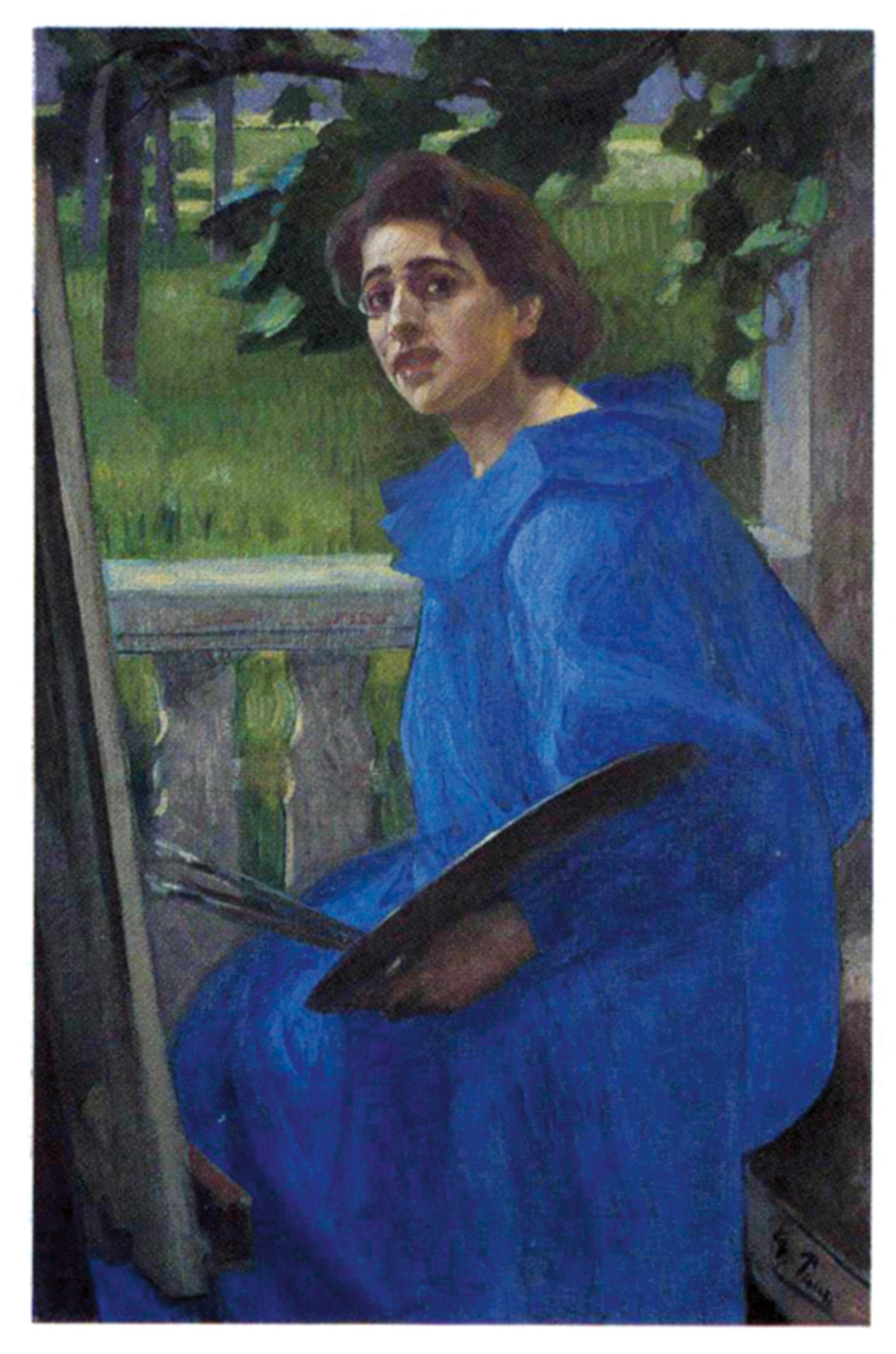
Hanna Pauli avmålad av maken Georg, 1896

Hanna Pauli, född Hirsch 13 januari 1864 i Stockholm, död 29 december 1940 i Solna, var en svensk konstnär.

## Liv och verk
Hanna Hirsch var dotter till musikförläggaren Abraham Hirsch. Hon studerade först vid August Malmströms konstskola i Stockholm 1876–1879, därefter på Konstakademien. Hon fortsatte sin utbildning vid Académie Colarossi i Paris 1885–1887. 
År 1887 gifte hon sig med Georg Pauli, målare, tecknare, skulptör, etsare och skriftställare. Barn och familj upptog därefter mycket av hennes tid och hemmet blev en samlingsplats för många av tidens kulturpersonligheter. Hon målade främst intima interiörer och psykologiskt inträngande porträtt och intar en speciell plats i svensk konsthistoria med bland annat en del finstämda grupporträtt som till exempel Vänner med Ellen Key, som i skenet av en fotogenlampa läser högt ur en bok för sina närmaste vänner, målad 1900–1907. Andra framstående verk är Venny Soldan (1887), Verner von Heidenstam (1893) och maken Georg, en face. 
Hanna och Georg Pauli byggde 1905 Villa Pauli åt sig på Värmdövägen 205 i Storängen, Nacka, ritat av Albin Brag. Där hade de var sin ateljé och där levde och verkade de livet ut. Hanna Pauli har fått en gata uppkallad efter sig, belägen i Fruängen i sydvästra Stockholm. Många av gatorna i området har döpts efter färgstarka kvinnor aktiva under 1900-talets första hälft.
Tillsammans med sin make Georg Pauli donerade hon betydande konstverk till Jönköpings läns museum. Hanna Pauli är representerad på bland annat Nationalmuseum, Norrköpings konstmuseum, Bonnierska porträttsamlingen i Stockholm och Göteborgs konstmuseum.
Makarna Pauli är begravda på Nacka norra kyrkogård.

## Bildgalleri

Porträtt av Venny Soldan-Brofeldt (1887)
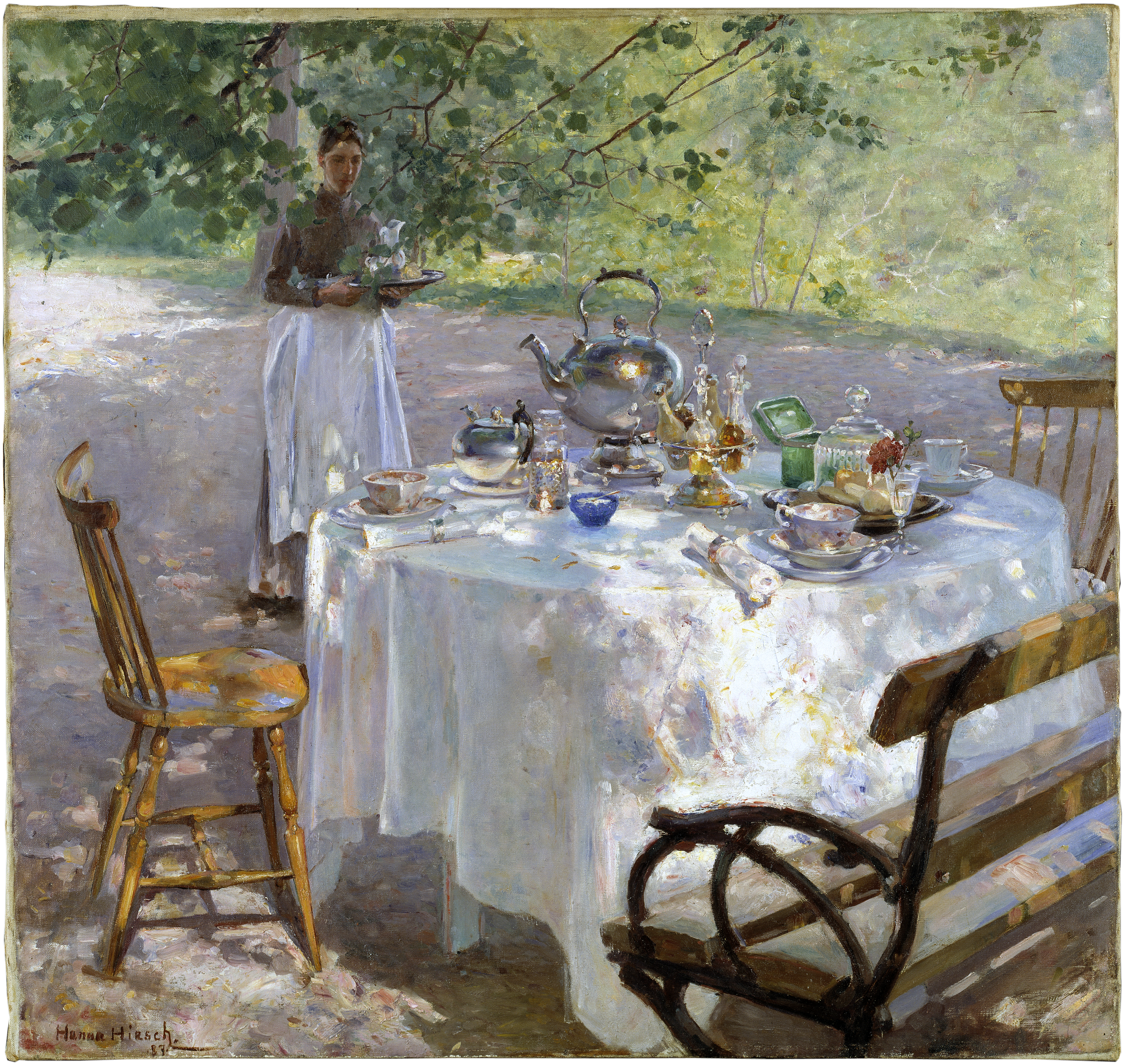
Frukostdags (1887), Nationalmuseum.
Ladugården (1887)
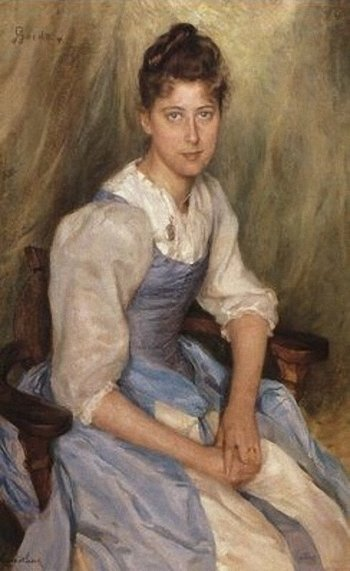
Gerda (1891)
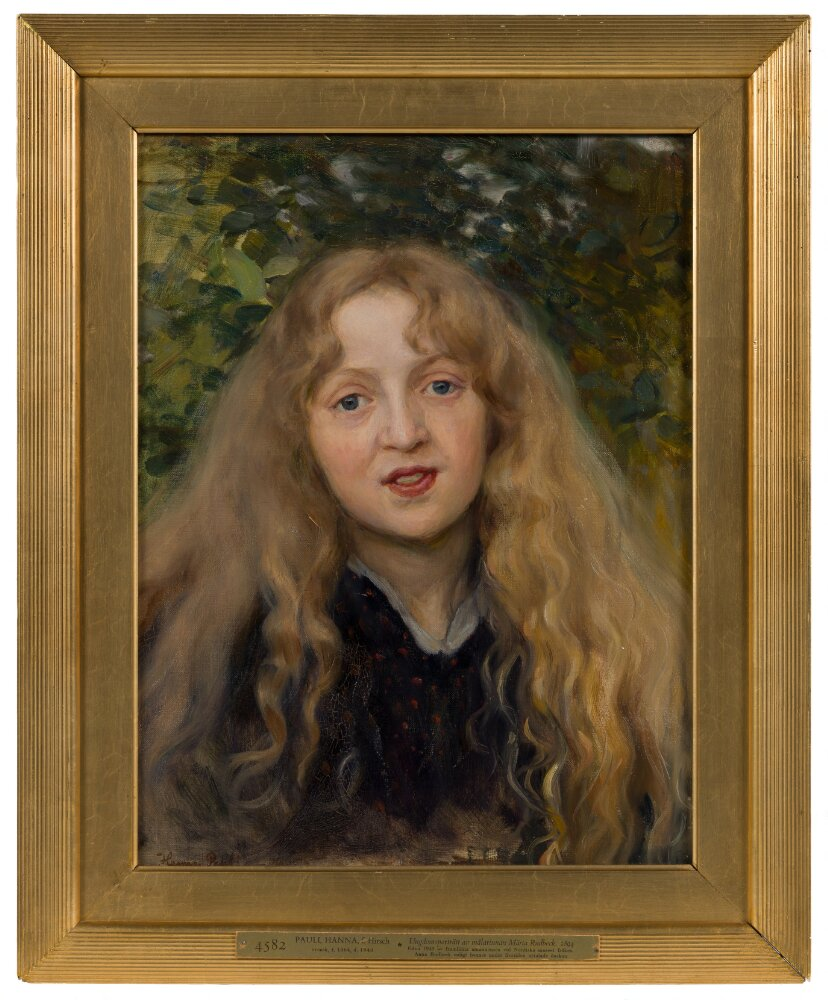
Porträtt av Märta Rudbeck (1894)
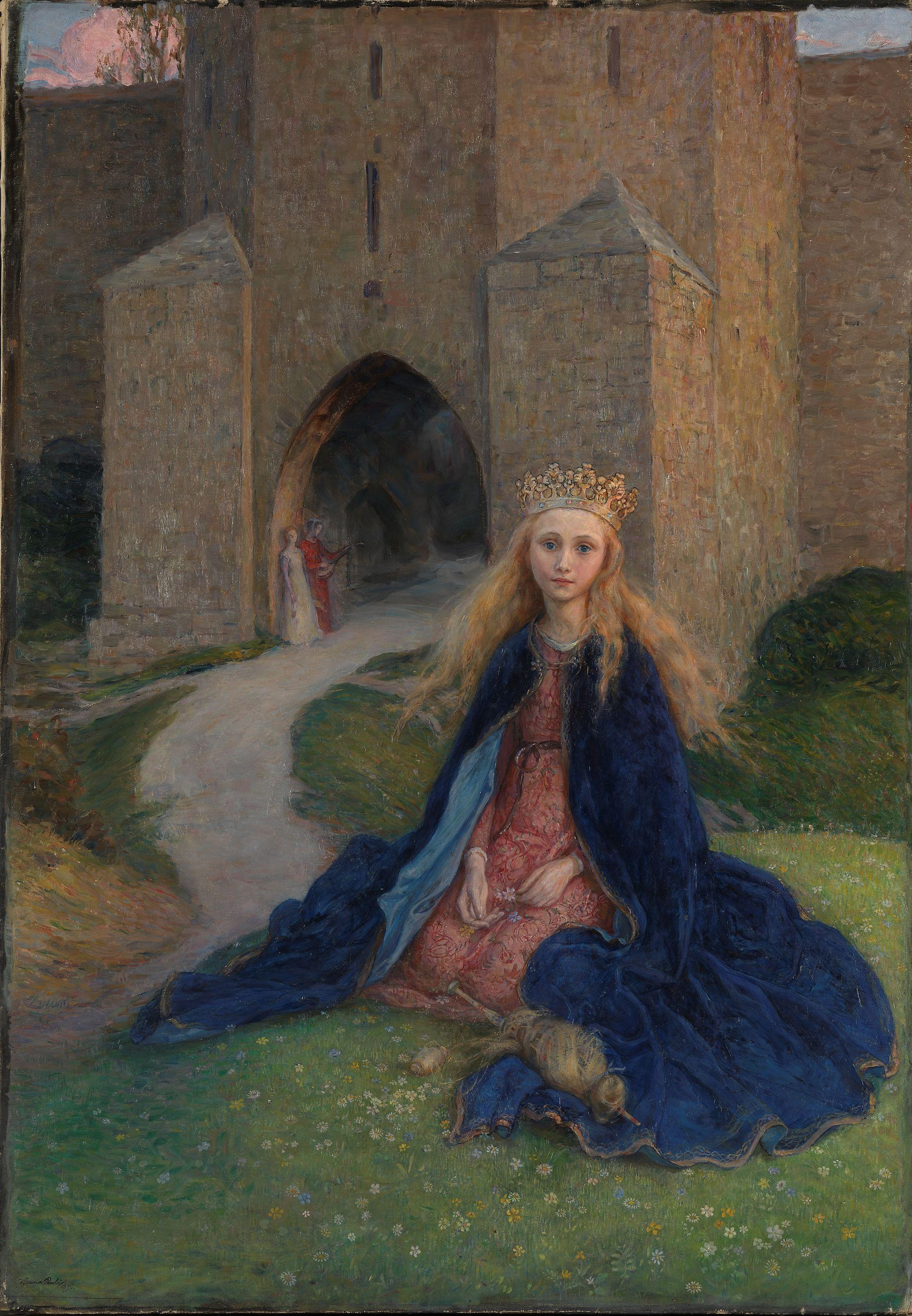
Prinsessan (1896)
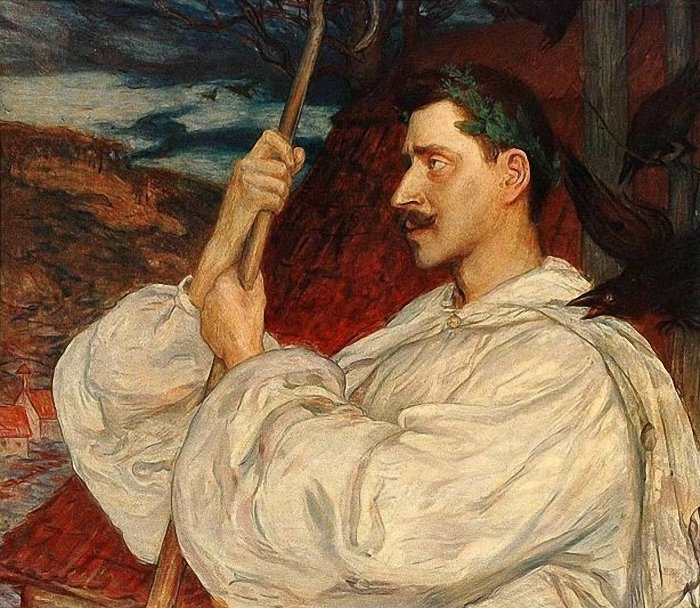
Porträtt av Verner von Heidenstam (1896)
Vänner (1900), Nationalmuseum.